# Alexandru Vlad
Alexandru Nicolae Vlad (Sighetu Marmației, 6 dicembre 1989) è un calciatore rumeno, difensore svincolato.

## Caratteristiche tecniche
Gioca come terzino sinistro.

## Palmarès

### Club
- Campionato rumeno: 1

CFR Cluj: 2017-2018